# 奧爾巴尼鎮區 (伊利諾伊州懷特塞德縣)
奥爾巴尼（英語：Albany Township）是位於美國伊利諾伊州懷特塞德縣的一個行政鎮區。

## 地方資料
根據2010年美國人口普查的數據，奥爾巴尼的面積為33.30平方千米，當中陸地面積為32.00平方千米，而水域面積為1.30平方千米。當地共有人口1050人，而人口密度為每平方千米31.53人。